# Розе (Ријети)
Розе (итал. Rose) је насеље у Италији у округу Ријети, региону Лацио.
Према процени из 2011. у насељу је живело 41 становника. Насеље се налази на надморској висини од 834 м.